# Municipio de Stronach
El municipio de Stronach (en inglés: Stronach Township) es un municipio ubicado en el condado de Manistee en el estado estadounidense de Míchigan. En el año 2010 tenía una población de 821 habitantes y una densidad poblacional de 5,71 personas por km².

## Geografía
El municipio de Stronach se encuentra ubicado en las coordenadas 44°12′27″N 86°9′9″O / 44.20750, -86.15250. Según la Oficina del Censo de los Estados Unidos, el municipio tiene una superficie total de 143.78 km², de la cual 142,39 km² corresponden a tierra firme y (0,97 %) 1,39 km² es agua.

## Demografía
Según el censo de 2010, había 821 personas residiendo en el municipio de Stronach. La densidad de población era de 5,71 hab./km². De los 821 habitantes, el municipio de Stronach estaba compuesto por el 95,37 % blancos, el 0,37 % eran afroamericanos, el 2,44 % eran amerindios, el 0,24 % eran asiáticos, el 0,24 % eran de otras razas y el 1,34 % eran de una mezcla de razas. Del total de la población el 1,34 % eran hispanos o latinos de cualquier raza.